# Игнатий Богоносец
Игна́тий Богоно́сец (др.-греч. Ἰγνάτιος ὁ Θεοφόρος, Игнатий Антиохийский, др.-греч. Ἰγνάτιος Ἀντιοχείας; 20 декабря 107/112, Рим) — муж апостольский, священномученик древней Церкви, третий епископ Антиохийский после апостола Петра и Евода, ученик Иоанна Богослова; на Антиохийской кафедре предположительно с 68 года. Святой Православной и Католической церквей. Память в Православной церкви — 20 декабря по юлианскому календарю, в Католической — 17 октября.

## Сведения о жизни
Родился, вероятно, в Антиохии. Блаженный Иероним Стридонский называет Игнатия Богоносца учеником Иоанна Богослова.
Сведения об Игнатии содержатся в Церковной истории Евсевия Кесарийского (III, 36). Согласно Евсевию, Игнатий был сослан в Рим, где пострадал за Христа 20 декабря 107 года в период правления императора Траяна, будучи брошен львам на арене.
Прозвище «Богоносец», по одной из версий предания, получил от того, что Иисус брал Игнатия-ребёнка на руки, о чём повествует Евангелие от Матфея (18:2—5); по другой значит «носитель Божественного духа».
Известен как предполагаемый автор семи дошедших до нас посланий, которые он написал во время своего путешествия под стражей в Рим. Пять из них были направлены христианским общинам Эфеса, Магнезии, Траллии, Филадельфии и Смирны, пославших своих представителей приветствовать исповедника, проезжавшего по их территории, и получить его благословение. Одно из посланий обращено к Поликарпу, епископу Смирнскому, а седьмое — к христианской общине Рима.
О жизни и деятельности Игнатия нам известно немногое. Игнатий был первым крупным христианским писателем нееврейского происхождения и из нееврейской среды. Предполагают, что он был сирийцем — на том основании, что греческий язык его посланий несовершенен. Исходя из содержания посланий, можно считать его первым послеапостольским автором, не укоренённым в ветхозаветной традиции. Евсевий Кесарийский сообщает, что Игнатий был вторым епископом Антиохии после апостола Петра и преемником Еводия; Феодорит же утверждает, что он был преемником самого апостола Петра. Некоторые авторы высказывают предположение, что Еводий и Игнатий были одновременно епископами в Антиохии: Еводий был поставлен для иудеев, а Игнатий — для христиан из язычников. Святой Иоанн Златоуст называет Игнатия «образцом добродетелей, явившим в лице своем все достоинства епископа».

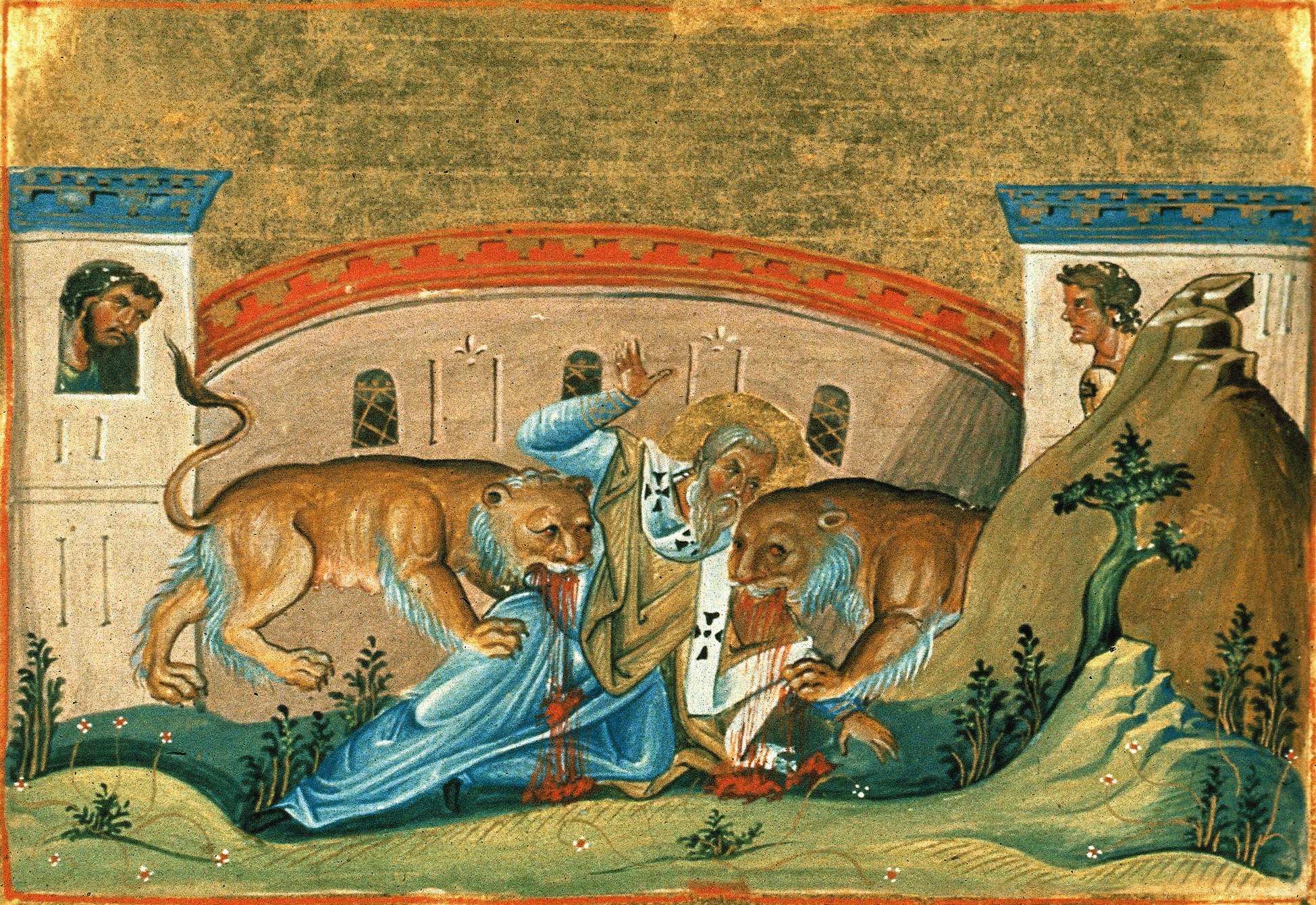
Мученичество. Миниатюра из Минология Василия II. X век.
Ватиканская библиотека, Ватикан

Мученические акты (протоколы допроса и приговор) святого Игнатия — позднего происхождения (IV и V век). Они были изданы Руинаром в 1689 году (Martyrium Colbertinum) и Дресселем в 1857 году (Martyrium Vaticanum). В них сообщается дата смерти Игнатия — 20 декабря (год не указан). Поэтому 20 декабря (2 января) и 29 января (11 февраля) — перенесение его мощей — совершается его память в Восточной церкви оба раза шестеричным богослужением; Западная церковь с 1969 года совершает память его мученической кончины 17 октября, по указаниям восточного мартиролога (IV век) в его сирийской версии.
Мощи Игнатия были перенесены из Рима в Антиохию в 107 или 108 году. Сначала мощи пребывали в предградии, а в 438 году перенесены в саму Антиохию. После взятия Антиохии персами перенесены в Рим в 540 или 637 году в базилику Святого Климента.

## Послания Игнатия
Существует три редакции посланий Игнатия:
- краткая редакция, состоящая из четырёх посланий. Существовала на средневековом Западе. Получила признание после публикации сирологом У. Кьюртоном древнего (IV век) перевода на сирийский трёх посланий (к Ефесянам, Римлянам и Поликарпу);
- средняя редакция, или versio Eusebiana, состоящая из семи посланий (Послание к ефесянам[6], Послание к магнезийцам[7], Послание к траллийцам[8], Послание к филадельфийцам[9], Послание к римлянам[10], Послание к смирнянам[11], Послание к Поликарпу[12]); эта редакция была известна Евсевию Кесарийскому и в современной науке считается нормативной;
- чуть позднее краткой редакции на Западе стала известна пространная редакция из 12 посланий, которая впоследствии расширилась до 15 посланий[13].

К подложным посланиям относятся: Послание к Тарсийцам, Послание к Антиохийцам, Послание к Ирону, антиохийскому диакону, Послание к Филиппийцам, переписка с Марией Кассобольской, Первое послание апостолу Иоанну Богослову, Второе послание апостолу Иоанну Богослову, Переписка с Богородицей.

## Богословское учение святого Игнатия
Христология Посланий Игнатия обусловлена его полемикой с докетами, отрицавшими материальный аспект Боговоплощения, с одной стороны, и с иудействующими христианами с другой.
В тесной связи с христологией Игнатия стоит его экклезиология: коль скоро для нашего спасения потребен плотский, реально исторический Христос, то и спасение может совершаться только в реальной, видимой Церкви. В его Послании к Смирнянам впервые употребляется понятие, ставшее впоследствии одним из центральных в христианском богословии — «кафоличность церкви». Особо настаивает Игнатий на подчинении церковных общин епископам: «На епископа должно смотреть, как на Самого Господа». По мысли Игнатия без епископа не должно совершать ни крещения, ни евхаристии
Ключевая фраза в экклезиологии Игнатия — ἐπὶ τὸ αὐτό — выражение, которое он использует как технический термин для обозначения евхаристического собрания, то есть Церкви.
Говоря о местных Церквах, он прилагает к ним причастие от глагола «παροικεω», что обозначает «временное пребывание на чужбине».

## Тропарьсвященномученику Игнатию, глас 4
Апостольских нравов подражателю/ и престола их снаследниче,/ архиереев удобрение/ и мучеников славо, Богодухновенне,/ на огнь, и меч, и звери дерзнул еси веры ради/ и, слово истины исправляя,/ до крове пострадал еси, священномучениче Игнатие,/ моли Христа Бога// спастися душам нашим.